# Матчи женской сборной России по футболу 2010
Девятнадцатый сезон женской сборной России по футболу.

## Рейтинг ФИФА
С 2003 года ФИФА начала публиковать рейтинги женских сборных на постоянной основе.
| дата            | место | рейтинг |
| --------------- | ----- | ------- |
| 18 декабря 2009 | 15    | 1850    |
| 12 марта 2010   | 15    | 1850    |
| 28 мая 2010     | 15    | 1854    |
| 13 августа 2010 | 18    | 1819    |
| 19 ноября 2010  | 20    | 1815    |

Домашнее поражение от сборной Швейцарии (19 июня) и гостевая ничья с Ирландией (21 августа) не только опустили Россию на пять позиций вниз, но и поставили "крест" на продолжении карьеры главного тренера в сборной.

## Матчи
Матчи женской сборной России по футболу в 2010.
| матчи       | игры | выигрыши | ничьи | поражения | разность мячей |
| ----------- | ---- | -------- | ----- | --------- | -------------- |
| официальные | 6    | 4        | 1     | 1         | 22—4           |

### Официальные матчи
Легенда
 Победа сборной России
 Ничья
 Поражение сборной России
| 28 марта 2010 Отборочный матч ЧМ-2011 | Казахстан | 0:6   | Россия                                                                     | Талдыкорган                                                    |
| |           | отчёт | 42′, 56′ (пен.), 71′ (пен.), 89′ Курочкина · 44′ Савченкова · 52′ Терехова | Стадион: Жетысу Зрителей: 2'000 Судья: Sabine Bonnin (Франция) |
| Казахстан: Саратовцева, Жолчиева, Карибаева ( 46' Бирваген), Иванова, Ли ( 46' Идиатуллина), Киргизбаева , Бабшук ( 73') ( 73' Жанатаева), Красюкова, Столповская, Мясникова ( 70'), Ялова · Россия: Кочнева, Кожникова, Порядина, Цыбутович, Петрова ( 75' Рогова), Скотникова , Шмачкова ( 72') ( 75' Перцева), Морозова, Терехова ( 60' Степаненко), Савченкова, Курочкина |           |       |                                                                            |                                                                |

Сборной России для благоприятного завершения отборочного турнира достаточно было не проиграть, но как и годом ранее в домашнем матче со сборной Шотландии случился проигрыш на ровном месте, что оставило сборную за бортом мундиаля и был поставлен "крест" на продолжении карьеры главного тренера в сборной.
| 19 июня 2010 Отборочный матч ЧМ-2011 | Россия | 0:3   | Швейцария                      | Красноармейск                                                          |
| |        | отчёт | 18′ Kuster · 77′, 78′ Bachmann | Стадион: Боевое братство Зрителей: 2'000 Судья: Dagmar Damková (Чехия) |
| Россия: Тодуа, Цыбутович, Петрова, Перцева, Кожникова, Сочнева, Скотникова , Терехова ( 49' Морозова), Шмачкова, Савченкова, Курочкина · Швейцария: Brunner, Keller, Дикенманн , Kuster ( 90' Mehmeti), Ноэми Беней, Moser ( 67' Meyer), Abbé, Maendly ( 55'), Schwarz ( 17' Stein), Graf, Бахман ( 70') |        |       |                                |                                                                        |

| 24 июня 2010 Отборочный матч ЧМ-2011 | Россия                                                             | 4:0   | Израиль | Красноармейск                                                |
| | Курочкина 5′ (пен.) · Скотникова 24′ · Кожникова 31′ · Сочнева 80′ | отчёт |         | Стадион: Боевое братство Судья: Alexandra Ihringova (Англия) |
| Россия: Тодуа, Цыбутович, Петрова, Перцева, Кожникова ( 46' Семенченко), Сочнева, Скотникова , Харченко ( 80' Цидикова), Шмачкова, Савченкова, Курочкина ( 65' Рогова) · Израиль: Shamir ( 4'), Sade, Falkon ( 46' Карин Сендель), Даяна Райдман, Майя Барки, Twil ( 75' Sofer), Eni , Fridman, Ифат Коэн ( 55' Ади Стейн), Ravitz, Erez |                                                                    |       |         |                                                              |

Двухсотый официальный матч сборной России. По сообщению РФС накануне матча сборная России получила массовое пищевой отравление.
| 21 августа 2010 Отборочный матч ЧМ-2011 | Ирландия         | 1:1   | Россия        | Кроссабег                                                                   |
| | Grant 59′ (пен.) | отчёт | 64′ Кожникова | Стадион: Ferrycarrig Park Зрителей: 650 Судья: Cristina Dorcioman (Румыния) |
| Ирландия: Бирн, McDonnell, De Búrca, Fahey, O'Sullivan ( 81' Стефани Роч), Tracy, Smyth ( 73' Джули Расселл), Соня Хьюз, O'Gorman, McDonnell, Grant · Россия: Тодуа, Семенченко, Перцева, Кожникова, Сочнева, Скотникова, Шмачкова , Морозова, Рогова, Мокшанова ( 46' Курочкина), Данилова ( 59') ( 63' Цидикова) |                  |       |               |                                                                             |

Сборная Россия одержала свою самую крупную победу в своей истории. 
| 25 августа 2010 Отборочный матч ЧМ-2011 | Россия                                                                          | 8:0   | Казахстан | Красноармейск                                             |
| | Скотникова 2′ · Сочнева 34′, 88′ · Данилова 50′, 55′, 62′, 72′ · Семенченко 64′ | отчёт |           | Стадион: Боевое братство Судья: Claudine Brohet (Бельгия) |
| Россия: Тодуа, Семенченко, Перцева, Кожникова, Сочнева, Скотникова , Шмачкова, Морозова, Рогова ( 46' Цыбутович), Мокшанова ( 61' Цидикова), Курочкина ( 46' Данилова) · Казахстан: Саратовцева, Николаенко ( 46' Фатима Идиатуллина, 74' Alimkulova), Ялова, Zholchiyeva, Карибаева, Иванова, Столповская, Киргизбаева , Бирваген (84' Li), Жанатаева, Красюкова |                                                                                 |       |           |                                                           |

Сборной руководил старший тренер Андрей Митин (главный тренер не приехал по семейным обстоятельствам).
| 24 октября 2010 Товарищеский матч | Россия                                     | 3:0   | Украина | Владикавказ     |
| | Петрова 7′ · Данилова 12′ · Скотникова 38′ | отчёт |         | Зрителей: 7'000 |
| Россия: Тодуа, Шмачкова, Кожникова, Цыбутович ( 46' Семенченко), Перцева, Скотникова , Петрова ( 46' Рябиничева), Сочнева ( 58' Цидикова), Морозова ( 67' Дмитренко), Данилова ( 67' Чоловяга), Курочкина |                                            |       |         |                 |

## Игры и голы
Игроки включённые в список «33 лучшие футболистки сезона 2010 года».
| №.             | Нац.        | Позиция | Игрок                                   | Всего | Всего | Официальные матчи | Официальные матчи |
| №.             | Нац.        | Позиция | Игрок                                   | Игры  | Голы  | Игры              | Голы              |
| Вратари        |             |         |                                         |       |       |                   |                   |
| -------------- | ----------- | ------- | --------------------------------------- | ----- | ----- | ----------------- | ----------------- |
|                | Флаг России | Вр      | Елена Кочнева («ШВСМ Измайлово»)        | 1     | 0     | 1                 | 0                 |
|                | Флаг России | Вр      | Эльвира Тодуа («Россиянка»)             | 5     | -4    | 5                 | -4                |
| Полевые игроки |             |         |                                         |       |       |                   |                   |
|                | Флаг России | ПЗ      | Елена Данилова («Энергия»)              | 3     | 5     | 3                 | 5                 |
|                | Флаг России | ПЗ      | Екатерина Дмитренко («Россиянка»)       | 1     | 0     | 1                 | 0                 |
|                | Флаг России | Защ     | Анна Кожникова («Россиянка»)            | 6     | 2     | 6                 | 2                 |
|                | Флаг России | Защ     | Олеся Курочкина («Звезда-2005»)         | 6     | 5     | 6                 | 5                 |
|                | Флаг России | Нап     | Наталья Мокшанова («Россиянка»)         | 2     | 0     | 2                 | 0                 |
|                | Флаг России | ПЗ      | Елена Морозова («Россиянка»)            | 5     | 0     | 5                 | 0                 |
|                | Флаг России | ПЗ      | Наталья Перцева («Россиянка»)           | 6     | 0     | 6                 | 0                 |
|                | Флаг России | ПЗ      | Ольга Петрова («Россиянка»)             | 4     | 1     | 4                 | 1                 |
|                | Флаг России | Защ     | Ольга Порядина («Россиянка»)            | 1     | 0     | 1                 | 0                 |
|                | Флаг России | ПЗ      | Алла Рогова («ШВСМ Измайлово»)          | 4     | 0     | 4                 | 0                 |
|                | Флаг России | ПЗ      | Оксана Рябиничева («Энергия»)           | 1     | 0     | 1                 | 0                 |
|                | Флаг России | ПЗ      | Валентина Савченкова («Звезда-2005»)    | 3     | 1     | 3                 | 1                 |
|                | Флаг России | ПЗ      | Елена Семенченко («ШВСМ Измайлово»)     | 4     | 1     | 4                 | 1                 |
|                | Флаг России | ПЗ      | Татьяна Скотникова («Россиянка»)        | 6     | 3     | 6                 | 3                 |
|                | Флаг России | ПЗ      | Екатерина Сочнева («ШВСМ Измайлово»)    | 5     | 3     | 5                 | 3                 |
|                | Флаг России | ПЗ      | Екатерина Степаненко («ШВСМ Измайлово») | 1     | 0     | 1                 | 0                 |
|                | Флаг России | ПЗ      | Елена Терехова («Россиянка»)            | 2     | 1     | 2                 | 1                 |
|                | Флаг России | ПЗ      | Надежда Харченко («Россиянка»)          | 1     | 0     | 1                 | 0                 |
|                | Флаг России | ПЗ      | Светлана Цидикова («Энергия»)           | 4     | 0     | 4                 | 0                 |
|                | Флаг России | Защ     | Ксения Цыбутович («Россиянка»)          | 5     | 0     | 5                 | 0                 |
|                | Флаг России | Защ     | Анна Чоловяга («Россиянка»)             | 1     | 0     | 1                 | 0                 |
|                | Флаг России | Защ     | Оксана Шмачкова («Россиянка»)           | 6     | 0     | 6                 | 0                 |